# Robert Aytoun
Robert Aytoun ou Ayton (Cameron, St. Andrews, 1570 — Londres, 28 de fevereiro de 1638) foi um poeta escocês.

## Juventude
Aytoun nasceu no castelo de Kinaldie, na freguesia de Cameron, perto de St. Andrews, em 1570. Seu pai Andrew Aytoun, que foi um estudante da Universidade de St. Andrews, em 1539, casou-se com Mary Lundie, e ela lhe deu três filhos e duas filhas. John, o mais velho, sucedeu ao espólio de Kinaldie em 1590; Andrew, o segundo filho, mudou-se para a Irlanda; e o terceiro filho foi Robert, que se dedicou à literatura.
Aytoun entrou para a Universidade de St. Andrews (St Leonard's College) em 1584, e obteve o grau de Masters of Arts em 1588. A partir de 1590 morou alguns anos na França e estudou direito civil na Universidade de Paris.

## Corte inglesa
Por ocasião da ascensão ao trono inglês de Jaime VI, Aytoun escreveu em Paris um panegírico em latim, que lhe rendeu imediatos favores na corte inglesa ao retornar à Grã-Bretanha em 1603. Foi nomeado cavaleiro em 30 de agosto de 1612. Ocupou vários cargos lucrativos, e foi secretário particular para as rainhas consortes de Jaime I e Carlos I.
Era tido em grande estima por seus contemporâneos, tanto por suas qualidades pessoais como pela de escritor, embora Aytoun não tivesse ambição de ser conhecido como literário. Com a morte de Jaime I em 1625, todos os seus cargos e gratificações foram mantidas por Carlos I e a rainha Henriqueta Maria.
Aytoun era o poeta da corte e escreveu poemas em latim, grego e em variação do inglês falado na Escócia, e foi um dos primeiros escoceses a escrever em inglês padrão.
Ele morreu no Palácio de Whitehall, em fevereiro de 1638 e foi sepultado na Abadia de Westminster, próximo aos degraus que dão acesso à capela do rei Henrique VII.

## Obras
Entre seus poemas escritos em latim estão: o panegírico já referido acima, um Epicedium in obitum Thoma Rhodi; Basia, sive Strena ad Jacobum Hayum; Lessus in funere Raphaelis Thorei; Carina Caro; e peças menores, epigramas e epitáfios.
Seu primeiro poema em língua inglesa foi Diophantus and Charidora (ao qual ele se refere em seu panegírico em latim dedicado ao rei Jaime). Ele produziu ainda uma série de peças sobre temas amorosos, incluindo canções e sonetos.